# Hashi
Os hashis, fachis, pauzinhos ou palitinhos são as varetas utilizadas como talheres em parte dos países da Ásia, como a Tailândia, a China, o Japão, o Vietnã e a Coreia.
Os pauzinhos são usualmente feitos de madeira, bambu, marfim ou metal, e modernamente de plástico. O par de pauzinhos é tradicionalmente manuseado com a mão direita (embora atualmente seja aceitável manuseá-lo com a mão esquerda), entre o dedo polegar e os dedos anelar, médio e indicador, e serve para apanhar pedaços de comida ou empurrá-los diretamente da tigela para a boca.
Há uma variante dos fachis japoneses denominada de saibashi (菜箸; o さいばし). Estes são uma versão dos fachis (箸) especificamente adaptada para o uso na cozinha e permitem a manipulação do alimento quente com uma só mão.
Têm um comprimento de 30 centímetros ou mais, e são unidos com um cordão nas extremidades onde se lhes pega.
A maioria dos saibashi são feitos de bambu, mas para fritar recomenda-se a utilização de Saibashi de metal com os punhos em bambu os quais são chamados de kinzokuseinohashi (金属製の箸, "fachis feitos de metal").

## História
A palavra em mandarim para os pauzinhos é 筷子 (kuàizi), em que o carácter 筷 significa "objetos de bambu para comer rapidamente". Sendo originários da China 
Utensílios que se assemelham a pauzinhos foram encontrados no posto arqueológico de Megido em Israel, pertencendo aos citas, invasores de Canaã. Esta descoberta revela a possibilidade de existência de relacionamento comercial entre o Médio Oriente e o Extremo Oriente ou eventualmente o desenvolvimento dos mesmos utensílios em paralelo mas de modo autónomo.
Os pauzinhos também eram artigos comuns na civilização uigur, das estepes da Mongólia durante os séculos VI ao VIII.

## Como usar
1. Ponha um palito entre a palma da mão e a base do polegar, usando o quarto dedo, o anelar, para apoiar a parte inferior do mesmo. Com o polegar, aperte-o para baixo enquanto o anelar empurra-o para cima. Este deve ficar estável.
2. Use a ponta do polegar, o indicador e o dedo do meio para segurar o outro palito como uma caneta. Tenha a certeza que as pontas dos dois palitos estão alinhadas.
3. Alavanque o palito de cima em direção ao de baixo. Com este movimento, pode-se pegar comida em quantidade surpreendente.
4. Com prática suficiente, os dois palitos funcionam como uma pinça.